# XTRMNTR
『エクスターミネーター XTRMNTR』は、イギリスのロックバンド、プライマル・スクリームのアルバムである。

## 解説
音楽的にはテクノ・ビッグビート・エレクトロニカに接近したアルバム。ボビーによる今作のイメージは「鋭利で、コンクリートのように硬くて無機質、そして冷たい」（SPIN誌）だという。
90年代後半～2000年代前半にかけてバンドが発表した、一連のいわゆる「エレクトロ3部作」の中でもとりわけ評価・セールス両面に恵まれた作品である。
アシッドジャズなどの影響を覗わせる曲からシューゲイザー、ファンクの味付けが濃いものまで、楽曲個々の要素に特色はいくつかある。
中でも、ケミカル・ブラザーズがリミックス等を手掛けたヒット・シングル「Swastika Eyes」は、「エレクトロ・モードのプライマル」を象徴するクラシックとしてプライマル・ファン以上にクラバーやテクノ・リスナーからのリクエストも厚く、ライヴの定番曲としてもセットリストに欠かせない彼らの代表曲のひとつである。

## 収録曲
1. "Kill All Hippies" - 4:57
2. "Accelerator" - 3:41
3. "Exterminator" - 5:49
4. "Swastika Eyes [Jagz Kooner Mix]" - 7:05
5. "Pills" - 4:17
6. "Blood Money" - 7:03
7. "Keep Your Dreams" - 5:24
8. "Insect Royalty" - 3:35
9. "MBV Arkestra (If They Move Kill 'Em)" - 6:41
10. "Swastika Eyes (Chemical Brothers Mix)" - 6:33
11. "Shoot Speed/Kill Light" - 5:19
12. "I'm 5 Years Ahead of My Time" - 4:08 (Bonus Track)